# Drucourt
Drucourt é uma comuna francesa na região administrativa da Normandia, no departamento de Eure. Estende-se por uma área de 12,04 km². Em 2010 a comuna tinha 606 habitantes (densidade: 50,3 hab./km²).